# Angie González García
Angie Sabrina González García (La Victoria, Aragua, 3 de gener de 1981) és una ciclista veneçolana que competeix en carretera i en pista. Ha participat en tres edicions dels Jocs Olímpics d'Estiu, el 2008, 2012 i 2016. En el seu palmarès en ruta destaquen tres campionats de Veneçuela en ruta, el 2003, 2011 i 2012, així com la medalla d'or als Jocs Centreamericans i del Carib de 2020 en la prova en ruta. En pista guanyà la medalla d'or als Campionats Panamericans en Velocitat per equips el 2007, als Jocs Panamericans de 2011 en òmnium i en scratch als Jocs Centreamericans i del Carib de 2014.

## Palmarès en ruta
- 2003
  -  Campiona de Veneçuela en ruta
- 2008
  - 1a al Clàssic de la Federació Veneçolana de Ciclisme
- 2010
  - Medalla d'or als Jocs Centreamericans i del Carib en ruta
- 2011
  -  Campiona de Veneçuela en ruta
  - 1a al Clàssic de la Federació Veneçolana de Ciclisme
  - 1a a la Copa de la Federació Veneçolana de Ciclisme
- 2012
  -  Campiona de Veneçuela en ruta
- 2014
  - 1a a la Copa de la Federació Veneçolana de Ciclisme

## Palmarès en pista
- 2007
  - 1a als Campionats Panamericans en Velocitat per equips (amb Karelia Machado)
- 2011
  - Medalla d'or als Jocs Panamericans en Òmnium
- 2012
  -  Campiona de Veneçuela en Òmnium
- 2014
  - Medalla d'or als Jocs Centreamericans i del Carib en Scratch
  -  Campiona de Veneçuela en Scratch
  -  Campiona de Veneçuela en Velocitat per equips
  -  Campiona de Veneçuela en Persecució per equips